# Liatongus militaris
Liatongus militaris är en skalbaggsart som beskrevs av François Louis Nompar de Caumont de Laporte 1840. Liatongus militaris ingår i släktet Liatongus och familjen bladhorningar. Inga underarter finns listade i Catalogue of Life.